# Djamel Benlamri
Djamel Eddine Benlamri (ur. 25 grudnia 1989 w Algierze) – algierski piłkarz występujący na pozycji obrońcy w katarskim klubie Qatar SC oraz w reprezentacji Algierii. Wychowanek IR Hussein Dey, w trakcie swojej kariery grał także w takich zespołach, jak NA Hussein Dey, JS Kabylie, ES Sétif, Asz-Szabab oraz Olympique Lyon.